# Zofia Fischer-Malanowska

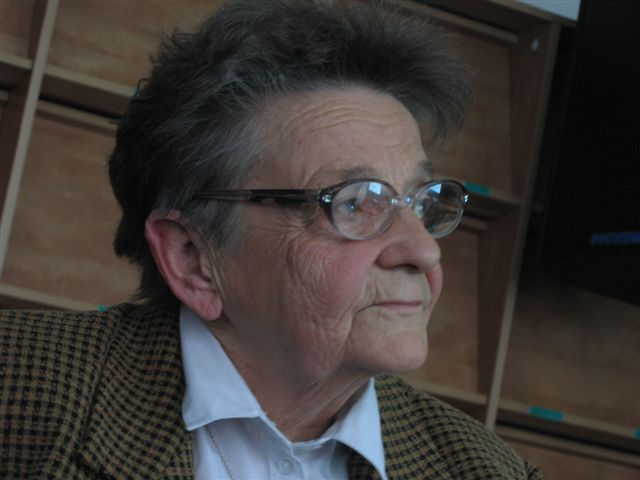
Zofia Fischer-Malanowska, Warszawa, 20 kwietnia 2006 r.

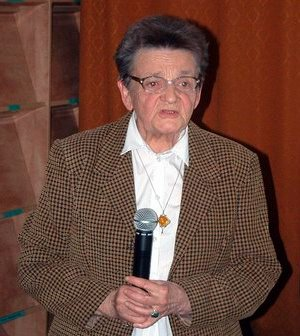
Zofia Fischer-Malanowska

Zofia Fischer-Malanowska (ur. 4 sierpnia 1934 w Goworowie) – ekolog, prof. zwyczajny.
II wojnę światową przeżyła w Warszawie. Ukończyła studia na Wydziale Nauk Biologicznych Uniwersytetu Warszawskiego (1957), pracowała następnie w Instytucie Biologii Doświadczalnej PAN im. Marcelego Nenckiego jako pracownik naukowo-badawczy (1957-1973), a następnie zastępca dyrektora. Pełniła tę funkcję w późniejszym Instytucie Ekologii PAN (do 1982 r.). Jest profesorem zwyczajnym od 1990.
Podczas podróży do Dagestanu, w sierpniu 1999, jako dyrektor Międzynarodowego Centrum Ekologii PAN (Dziekanów Leśny), została uprowadzona razem z docent Ewą Marchwińską-Wyrwał (ówczesnym dyrektorem Instytutu Ekologii Terenów Uprzemysłowionych w Katowicach) przez separatystów czeczeńskich – wahhabitów, wyznawców radykalnego nurtu w islamie, zarabiających na życie porywaniem ludzi i żądaniem za nich okupu. Przetrzymywana następnie do marca 2000 w Czeczenii. Swój pamiętnik z tamtych wydarzeń opublikowała w 2000 r. W tym samym roku objęła Katedrę Ekologii Krajobrazu na Wydziale Matematyczno-Przyrodniczym Katolickiego Uniwersytetu Lubelskiego Jana Pawła II, gdzie pracuje do dziś.
Jest autorką wielu prac z zakresu bioenergetyki i ekologii. Była m.in. członkiem Międzynarodowego Towarzystwa Ekologicznego INTECOL (od 1979).

## Twórczość (wybór)
- Physiology and Bioenergetics of Grass Carp (Polskie Arch. Hydrobiol. 1973)
- Impact of coal mining industry of some bioenergetic (Polish Ecol. Study 1982)
- Changes in nitrogen compounds in fish and their ecological consequences, [w:] Nitrogen as an ecological factor (1983)
- Bioenergetyka ekologiczna zwierząt zmiennocieplnych (Polska Akademia Nauk, Wydz. II Nauk Biologicznych 1987, 1993; wespół z Romualdem Z. Klekowskim; autorka sześciu rozdziałów)
- Nie bój się, nie ufaj, nie proś... (Bertelsmann Media 2000)
- Kaukaz przez otwarte drzwi (Werset, Lublin 2005)
- Kaukaz. Wspomnienia (Werset, Lublin 2007) ISBN 978-83-60133-30-1[1]